# Jo'el Razvozov
Jo'el Razvozov, původním jménem Konstantin Razvozov (hebrejsky יואל רזבוזוב, rusky Йоэль Развозов, dříve Константин Развозов, narozen 5. července 1980 Birobidžan, Sovětský svaz), je izraelský judista a politik, poslanec Knesetu za stranu Ješ atid.

## Biografie
Narodil se v Židovské autonomní oblasti. Ve věku 11 let přesídlil do Izraele. Zde se již ve věku 16 let stal mistrem Izraele v judu a na Letních olympijských hrách roku 2004 reprezentoval Izrael a získal stříbrnou medaili na mistrovství Evropy v roce 2004 a 2005. Bakalářský titul ekonomického směru obdržel na institutu Interdisciplinary Center v Herzliji. Sloužil v izraelské armádě, kde dosáhl hodnosti seržanta. V letech 2008–2011 zasedal v městské samosprávě ve městě Netanja, je členem Izraelského olympijského výboru. Je ženatý, má dvě děti.
Ve volbách v roce 2013 byl zvolen do Knesetu za stranu Ješ atid. Poslanecký mandát obhájil ve volbách v roce 2015.